# Durant Drake
Durant Drake est un philosophe américain né le 18 décembre 1878 à Hartford dans le Connecticut (États-Unis) et mort le 15 novembre 1933 à Poughkeepsie près de New-York. Il est l'un des principaux représentants du réalisme américain du début du XXe siècle et l'un des plus ardents promoteurs du panpsychisme de cette période.

## Parcours professionnel
Durant Drake étudie la philosophie à Harvard, où il obtient une maîtrise en 1902. C'est là qu'il entre en contact avec des philosophes très influents tels que William James, George Santayana, Josiah Royce, George Palmer et Dickinson Miller. Dans le même temps, son penchant religieux l'amène à fréquenter la Divinity School. Il poursuit ses études doctorales à l'université Columbia, où il obtient son doctorat en philosophie en 1911 sur le thème du « problème des choses en elles-mêmes » (The Problem of Things in Themselves). Il y fait la connaissance de John Dewey, Frederick Woodbridge et William Montague, dont les théories philosophiques l'impressionnent. Mais c'est Charles Strong, qu'il rencontre également, qui exerce sur lui l'influence la plus marquante. Après un bref passage à l'université de l'Illinois où il commence sa carrière d'enseignant, il devient en 1912 professeur titulaire de philosophie et de religion à l'université Wesleyenne dans le Connecticut, où il enseigne en particulier la Bible. En 1915, il exerce en tant que professeur de philosophie au Vassar College, poste qu'il garde jusqu'à son décès le 15 novembre 1933 à Poughkeepsie, dans l’État de New York.

## Philosophie

### Réalisme critique
En épistémologie et en métaphysique, Drake défend le « réalisme critique » dont il contribue de façon notable à la diffusion. Aux États-Unis, il s'agit du mouvement épistémologique le plus important après le « néoréalisme », auquel il s'oppose sur la question de la représentation. Pour le réalisme critique, les représentations que nous avons du monde sont des états mentaux qui ne nous donnent qu'un accès indirect au monde, et qui peuvent être erronés ou illusoires. 
Les réalistes critiques, Durant Drake et Roy Wood Sellars en tête, s'accordent avec les néoréalistes sur l'idée qu'il existe des choses physiques externes, mais contrairement à eux, ils soutiennent que les réalités extérieures ne sont connues que par leur action sur les organes sensoriels, et non comme telles. Drake en particulier soutient que c'est la « représentation référentielle » qui est connue, et non la chose elle-même à laquelle elle fait référence. Par ailleurs, l'essence des choses est incluse dans la représentation et ne se trouve aucunement dans les choses extérieures qui ne sont qu'une myriade d'infimes éléments matériels en mouvement. 
En 1916, Drake lance le projet d'une publication commune en faveur de cette version critique du réalisme avec les philosophes Arthur Lovejoy, James Bissett Pratt, A. K. Rogers, et Roy Wood Sellars. L'ouvrage paraît en 1920 sous le titre d' Essays in Critical Realism (« Essais de réalisme critique »), dont l'essai principal est celui de Drake. Il y développe l'idée que la connaissance est une relation triadique entre un sujet connaissant, un objet indépendant de connaissance, et le donné (datum) de l'expérience – l'état mental dont nous sommes conscients et qui est en rapport avec l'objet.

### Méliorisme
En philosophie morale et en philosophie de la religion, Drake soutient une position appelée « méliorisme ». Il tente de développer et de diffuser une méthode fixant les règles d'un certain art de vivre qui doit permettre aux êtres humains d'échapper aux maux inutiles et d'atteindre même une forme de félicité. Cette méthode repose à la fois sur le raisonnement et l'expérience, car Drake est convaincu qu'il est possible de déterminer rationnellement la valeur des choses et des actions et de trouver dans l'expérience, voire dans l'expérimentation, la confirmation de l'objectivité de cette valeur. 
La religion également s'inscrit dans cet art de vivre. Bien qu'il rejette tout ce qui a trait au surnaturel et à la tradition religieuse, Drake n'en épouse pas moins une religion humaniste dans laquelle Dieu est une essence transcendante associée au bien (Ideal Good) et une puissance immanente qui nous permet d'orienter notre action dans la bonne direction.

### Panpsychisme
Dans Mind and Its Place in Nature (« L'esprit et sa place dans la nature »), paru en 1925, Durant Drake soutient une forme originale de panpsychisme qui sera identifiée plus tard comme « proto-panpsychisme ». Il affirme que les éléments de base de la matière, qu'il s'agisse de l'énergie, de la force ou de l'électricité, doivent être des « unités psychiques ». Cette interprétation de la nature de la matière est censée compléter la vision scientifique, plutôt qu'elle ne la conteste. 
Ces unités psychiques ne sont pas à proprement parler conscientes, car la conscience est une qualité réservée aux organismes hautement évolués. Elles ne sont pas des pensées, des émotions ou des volontés, comme la version traditionnelle du panpsychisme a pu le croire. Pour Drake, il faut éviter d'interpréter ces unités psychiques de façon anthropomorphique comme s'il s'agissait d'entités mentales ou sensibles dont les caractéristiques psychologiques seraient comparables aux nôtres. Une telle approche, « poétique et fantaisiste », conduirait à donner de la réalité une représentation fondamentalement inexacte. Pourtant, Drake affirme aussi que la réalité est intimement psychique et il accepte de considérer sa théorie comme une forme de panpsychisme sous une certaine condition :
« Le terme panpsychisme peut être appliqué à notre théorie ; mais nous devons garder en tête que ce n'est que le matériau constitutif de l'esprit (mind-stuff) qui est universel, pas l'esprit lui-même. [...] Le monde entier est en effet vivant d'une certaine manière. […] Il consiste en une structure extrêmement complexe d'unités psychiques changeant continuellement leurs relations mutuelles. »
L'argument principal de Drake pour justifier cette vision du monde est fondé sur la continuité de la nature. Les cerveaux humains sont composés des mêmes matériaux de base que le sont les autres éléments du monde. Or notre cerveau est une entité consciente dont le caractère psychique est même tout ce que nous savons de sa nature profonde. Par conséquent, rien ne nous interdit de penser que les constituants de base de l'univers sont aussi de nature psychique. 
Drake insiste toutefois sur le fait que si notre existence mentale se réalise à partir des mêmes événements infinitésimaux et innombrables que ceux qui sont décrits par la microphysique, ces événements ne sont pas eux-mêmes accessibles à l'introspection et ils ne peuvent pas être portés à notre attention (awareness). L'expérience accessible à l'introspection ou à l'attention ne correspond qu'à l'aspect le plus général et le plus simple d'une réalité au fond bien plus fine et plus complexe.
Une telle vision du monde n'a selon Drake aucune incidence sur la science, mais il lui accorde certaines vertus philosophiques comme : 
- rendre compte de notre étroite parenté avec tout le reste du monde naturel.
- mettre fin à la nécessité d'introduire des entités magiques comme les « âmes » ou les « entéléchies »
- expliquer la conscience en termes naturels, en sorte qu'il est possible de donner une explication naturelle de l'origine de la conscience.
- rendre intelligible la façon dont la matière affecte l'esprit ; et l'esprit, la matière.

Le panpsychisme résout d'après Drake des problèmes philosophiques cruciaux et offre une vision du monde intégrative qui place les êtres humains dans un ordre naturel plus large.

## Publications principales
- The Problem of Things in Themselves, Boston, Ellis, 1911.
- Problems of Conduct, Boston, Houghton Mifflin, 1914.
- Problems of Religion, Boston, Houghton Mifflin, 1916.
- Essays in Critical Realism, N.-Y./Londres, Macmillan, 1920 (ouvrage collectif).
- Mind and its Place in Nature, N.-Y./Londres, Macmillan, 1925.
- The New Morality, N.-Y./Londres, Macmillan, 1928.
- Invitation to Philosophy, Boston, Houghton Mifflin, 1933.